# شانگ شیء

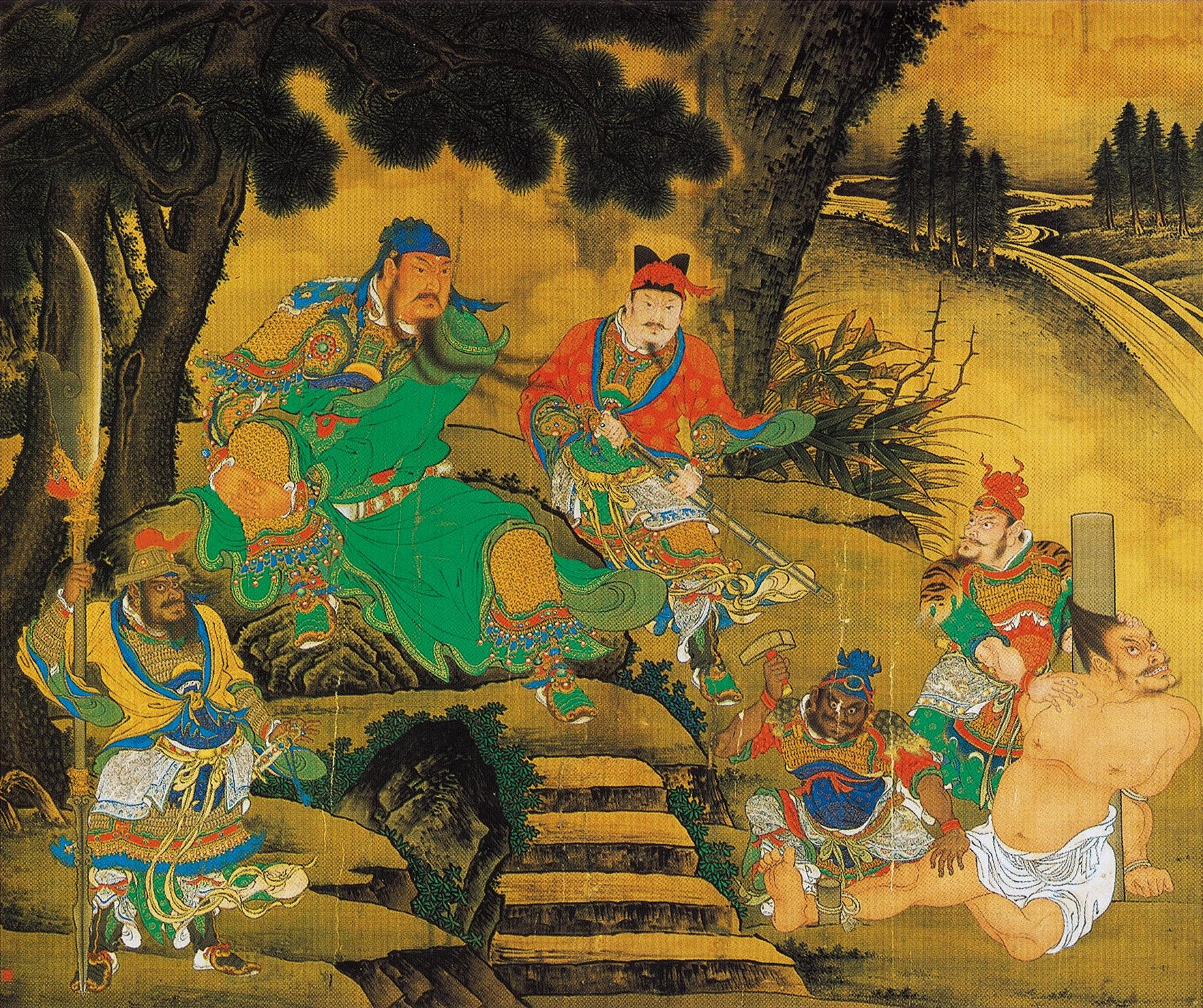
گوان یو در حال دستگیری دشمنش پانگ ده اثر شانگ شی، موزه کاخ

شانگ شی (چینی: 商喜، پین‌یین: Shāng Xǐ، وید-جایلز: Shang Hsi) از نقاشان درباری در دوران پادشاهی مینگ بود. از تاریخ دقیق تولد و مرگ او اطلاعی در دست نیست.

## زندگینامه
شانگ شی در پویانگ واقع در ایالت هنان چین زاده شد. نام دیگر او وی‌جی بود و در کشیدن نگاره‌های افراد، مناظر و گل‌ها مهارت داشت. شانگ شی در دوران فرمانروایی شوان‌ده به دربار امپراتوری راه یافت و به عنوان یکی از نقاشان سلطنتی مشغول به کار شد. همچنین عنوان فرماندهٔ گارد سلطنتی به عنوان پاداشی برای فعالیت‌هایش به او اعطا شد.